# Іп Ман (фільм)
«Іп Ман» (спрощ.: 叶问; кит. трад.: 葉問; піньїнь: Yè Wèn) — китайський напівбіографічний фільм у жанрі драми та бойовика Вілсона Іпа, що вийшов 2008 року. Картина створена на основі життя Іп Мана, китайського майстра бойових мистецтв, вчителя Брюса Лі. Сценарій картини написали спільно Едмонд Вонґ і Чан Таі-Лі.
Фільм вперше показали 12 грудня 2008 року у Китаї. Переклад та озвученя українською мовою зроблено студією «Цікава ідея» на замовлення Hurtom.com у жовтні 2012 року.

## Сюжет
| Іп Мен — визнаний майстер кунґ фу, що живе в Фуошані, місті, славному своїми школами бойових мистецтв. Іп Мен практикує Він Чун і хоч і є найсильнішим бійцем міста, своєї школи у нього немає, і він не бере учнів. Вдома він проводить лише легкі спаринги з приятелями, щоб вказати на помилки один одного. Проходять роки, Китай захоплюють войовничі японці, і Іп Мен виявляється одним з небагатьох, хто навіть в жорстоких умовах окупації не забуває про честь, гідність і, звичайно ж, мудрість, яку несе в собі кунґ фу. |

## У ролях
| Актор          | Персонаж                                                                                        | Роль |
| -------------- | ----------------------------------------------------------------------------------------------- | --- |
| Донні Єн       | Іп Ман (спрощ.: 叶问; кит. трад.: 葉問; піньїнь: Yè Wèn)                                        | майстер Він Чун, одинак                                                                                      |
| Лінн Гунґ      | Чонґ Вінґ-сінґ (спрощ.: 张永成; кит. трад.: 張永成; піньїнь: Zhāng Yǒngchéng)                   | дружина Іп Мана                                                                                              |
| Саймон Ям      | Чоу Чінґ-чуен (кит. трад.: 周清泉; піньїнь: Zhōu Qīngquán)                                      | підприємець, близький друг Іп Мана                                                                           |
| Ґордон Лам     | Лі Жао (спрощ.: 李钊; кит. трад.: 李釗; піньїнь: Lǐ Zhào)                                       | інспектор поліції, знайомий Іп Мана                                                                          |
| Сю-Вонґ Фан    | Джін Шанжао (кит. трад.: 金山找; піньїнь: Jīn Shānzhǎo)                                         | агресивний майстер бойових мистецтв із півночі, що приходить у Фуошан щоб позмагатися із місцевими майстрами |
| Ю Хін          | майстер Лін Зеалот, також відомий як «Божевільний» Лін (кит. трад.: 武痴林; піньїнь: Wǔchī Lín) | майстер бойових мистецтв, друг Іп Мана, утримує чайний дім                                                   |
| Чен Зі Хуі     | майстер Ліу (спрощ.: 廖师傅; кит. трад.: 廖師傅; піньїнь: Liào Shīfù)                           | майстер бойових мистецтв                                                                                     |
| Хіроюкі Ікеючі | Міурі (кит. трад.: 三浦; піньїнь: Sānpǔ)                                                        | японський генерал, майстер карате                                                                            |
| Шібуя Тенма    | Сато (кит. трад.: 佐藤; піньїнь: Zuǒténg)                                                       | заступник Міури, японський покловник, убитий Лі Жао                                                          |
| Лі Зе          | Іп Чун (спрощ.: 叶准; кит. трад.: 葉准; піньїнь: Yè Zhǔn)                                       | син Іп Мана і Чонґ Вінґ                                                                                      |

## Критика
Фільм отримав загалом позитивні відгуки: Rotten Tomatoes дав оцінку 84 % на основі 25 відгуків від критиків і 92 % від глядачів із середньою оцінкою 4,2/5, Internet Movie Database — 8,1/10 (66 876 голосів), Metacritic — 59/100 (9 відгуків) і 8,2/10 від глядачів.

## Про фільм

### Цікаві факти[8]
- Це перший фільм про Іп Мана, хоча ідея зробити про нього фільм появилась близько 30 років тому. Донні Єн мав зіграти Іп Мана у першому біографічному фільмі ще 1997 року, де Стівен Чоу грав би дорослого Брюса Лі. Зйомки протривали 1 день і проект був закритий.

### Ляпи[9]
- У спальні, коли Іп Ман читає, помітно сучасну лампу, що зроблена із матового металу.
- Коли Іп Ман дає Юану скриньку, що його померлий брат дуже цінував, і йде у напрямку камери, помітно, що Юан відчиняє скриньку. У наступній сцені вона зачинена і він знову збирається її відчиняти.